# Oxycoccus
L'ossicocco (Vaccinium subg. Oxycoccus), detto anche mirtillo rosso, mirtillo palustre o mortella di palude, è un sottogenere di piante appartenenti al genere Vaccinium.
Secondo alcuni autori dovrebbe essere considerato come un genere a sé stante.
La specie più comune in Europa è Vaccinium oxycoccus, ma Vaccinium macrocarpon, d'origine americana, è quello più commercializzato.
Secondo l'Economic Research Service del Ministero dell'Agricoltura degli Stati Uniti, i maggiori produttori di ossicocco sono il Wisconsin (circa metà della produzione totale) ed il Massachusetts (un terzo). Altri paesi produttori sono il Canada, il Cile ed alcuni paesi dell'Europa orientale.

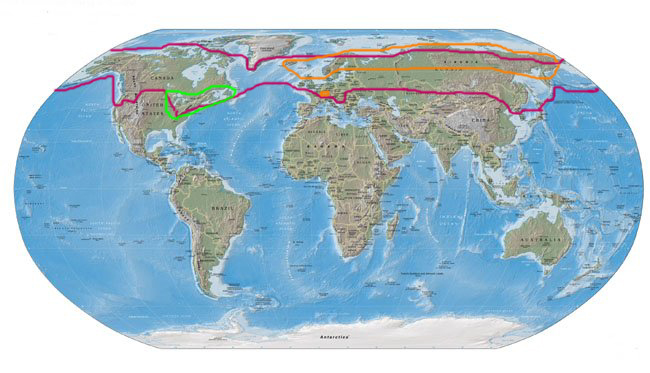
Areale delle specie di Oxycoocus: in rosso l'ossicocco comune, in arancione l'ossicocco minore e in verde l'ossicocco americano

È utilizzato nella prevenzione e cura dell'infezione delle vie urinarie, soprattutto nelle donne (se si tratta di cistiti ricorrenti o trattate prima con antibiotici: nel lungo termine, con dosi che negli studi variano da 50 a 500 mg/die protratte da 4 a 12 mesi). La sua efficacia è stata attribuita al rilascio di acido ippurico, che acidificava le urine con una presunta funzione batteriostatica: tuttavia, altri alimenti davano alle urine acidità superiore senza effetti sulle infezioni.

Nuovi studi hanno dimostrato che la mortella di palude ha un'attività antiadesione verso i batteri uropatogeni: "occupa" nell'epitelio delle cellule i recettori (altrimenti) leganti i cloni di Escherichia coli e di altri batteri gram-negativi, infettivi per le vie urinarie.
Gli ossicocchi sono ricchi di calcio e ossalati, che sono una frequente causa di calcoli renali.

## Specie diOxycoccus
Tre specie di Oxycoccus sono molto vicine tra loro e fanno parte del sottogenere Oxycoccus, sezione Oxycoccus:
- Vaccinium oxycoccus, ossicocco comune;
- Vaccinium microcarpon, ossicocco minore;
- Vaccinium macrocarpon, ossicocco americano.

Vaccinium erythrocarpum, l'ossicocco delle montagne del sud, è invece più distante dalle altre specie e fa parte del sottogenere Oxycoccus, sezione Oxycoccoides.

## Produzione
| I 3 maggiori produttori di ossicocco nel 2018 | I 3 maggiori produttori di ossicocco nel 2018 |
| Paese                                         | Produzione (tonnellate)                       |
| --------------------------------------------- | --------------------------------------------- |
| Stati Uniti                                   | 404.880                                       |
| Canada                                        | 195.196                                       |
| Cile                                          | 106.180                                       |

## Prodotti a base di ossicocco
Oltre ai frutti freschi, i succhi, o i frutti secchi a scopo alimentare, in vari Paesi vengono venduti molti prodotti a base di ossicocco per i suoi effetti sulla salute. Nei paesi dell'Europa centro-orientale (ad esempio in Polonia, dove prende il nome di żurawina) si possono comprare nelle comuni farmacie sciroppi o succhi concentrati (dal sapore molto acido), integratori alimentari a base di questo frutto o di altre parti della pianta, tisane; gli infusi talvolta possono essere trovati anche nei normali negozi (spesso mescolati con altre piante), più facilmente che in Italia.
L'ossicocco è altresì impiegato come guarnizione in una variante del wensleysdale.

## Curiosità

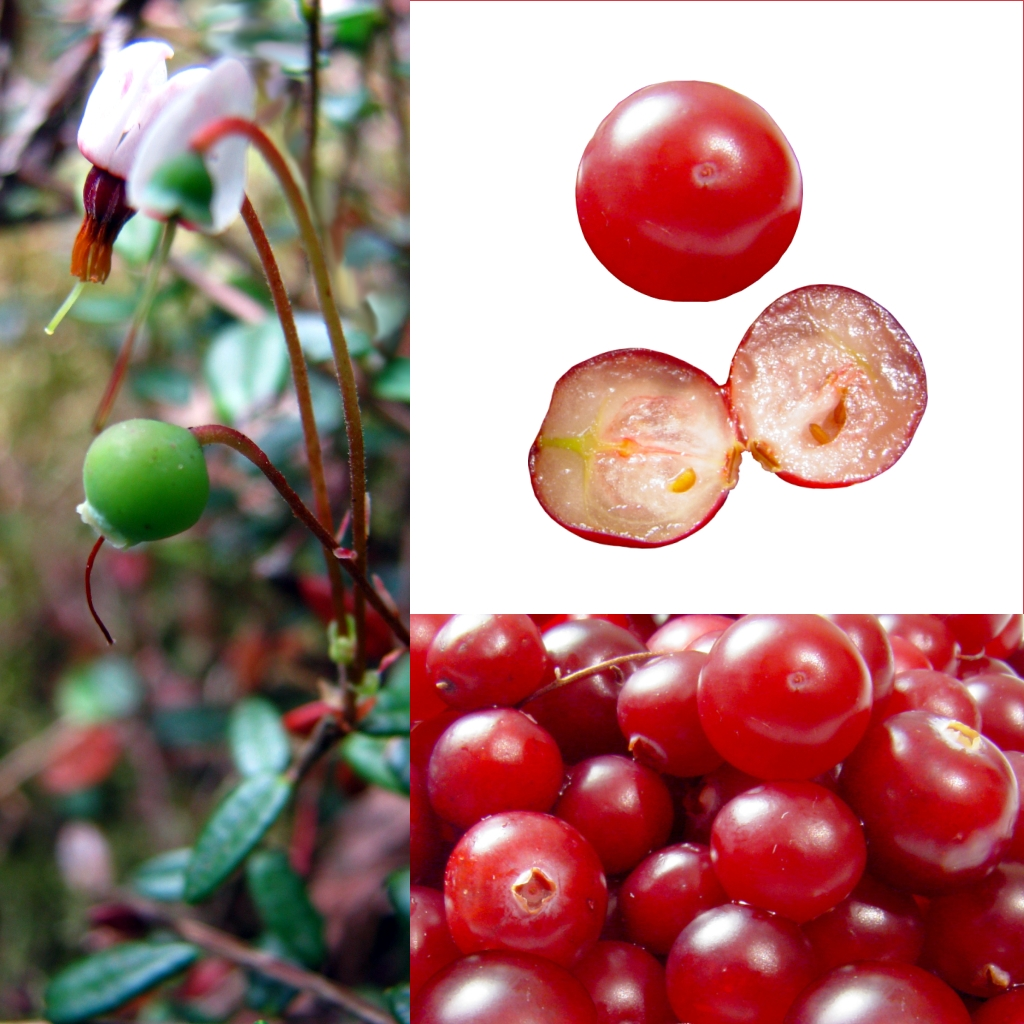
ossicocco maturo, acerbo e le sue parti interne

Il gruppo musicale The Cranberries prende il nome da questo frutto, che in inglese è chiamato appunto cranberry.